# Pomelo de Corse
Ne doit pas être confondu avec Pamplemousse : Citrus maxima
Le Pomelo de Corse est un pomelo (Citrus paradisi Macfadyen) à chair rouge intense à haute teneur en lycopène. Ce fruit est issu du cultivar 'Star Ruby', une variété originaire du Texas et introduite en Corse depuis 1974 pour être cultivée commercialement et destinée principalement à l'exportation. C'est l'unique production française de pomelo. Depuis 2014, il bénéficie d'une appellation européenne d'Indication géographique protégée (IGP) pour ses qualités gustatives liées au savoir-faire, aux conditions climatiques et de sols favorables à sa production en Corse.

## Caractéristiques
Le pomelo de Corse est un fruit sans pépins ( généralement, il se peut malgré tout que certains fruits en contiennent ). Sa peau est lisse, fine et de couleur jaune, avec des taches de couleur orangé-rouge et n'a subi aucun traitement phytosanitaire de conservation après la récolte. Sa chair est très juteuse avec 38 % minimum de jus, avec un goût parfumé et sucré, avec des notes d’acidité sans amertume. La couleur de sa chaire va du rose à rouge pourpre. Cette couleur rouge intense correspond à une teneur en lycopène de 5 à 8 fois supérieure à d'autres variétés de pomelos rosés. Les fruits mûrs commercialisés ont un calibre de 80 mm à 140 mm et se conservent entre 8 et 12°C durant 2 mois environ ; période où le pomelo de Corse s'affine en goût.

## Historique
Les agrumes sont cultivés pour l’autoconsommation dans les jardins corses depuis l'antiquité. Ce potentiel agrumicole corse tente de se développer avec une arrivée dès 1957 d'anciens colons du Maroc et de Tunisie déjà engagés dans l'agrumiculture, puis de pieds-noirs d'Algérie dès 1962, ces derniers alors plus sensibles à la viticulture. Les agriculteurs corses rejoignent l'élan de développement de l'agrumiculture en apportant leur connaissance du milieu,.

### Période de recherche générale
Dès 1958, afin de développer les prédispositions à l'agrumiculture commerciale associées aux voies d'exportation possibles, de nombreuses variétés de pomelos à chair blanche ou rosée sont introduites par la Station de Recherche Agrumicole (SRA) de San-Giuliano ; ce qui lui permet d'estimer et éventuellement développer commercialement les meilleures variétés, exemptes de maladies, et d'en produire les plants sains pour l'agriculture et le particulier.
En 2018, le Centre de Ressources Biologiques de San-Giuliano possède 1100 variétés cultivées d'agrumes originaires d'une cinquantaine de pays, dont les 3,28 % de variétés de pomelos,.

### Développement de la variété ‘Star Ruby’
Dès 1970, la variété Star Ruby est obtenue aux États-Unis par mutagénèse générée par rayonnement radioactif, c'est donc un OGM. Elle est diffusée et s'adapte bien au climat méditerranéen. Elle est en particulier introduite en Corse depuis le Texas une première fois en 1974 puis une seconde fois en 1977 à la station de recherche de San-Giuliano. Afin d'en estimer la potentialité, le premier est greffé en 1978 sur un porte-greffe Poncirus trifoliata et le second en 1980 sur un Citrange Carrizo. Dès 1987, une étude de maturité et de qualité des fruits est développée par la recherche à la Station. Elle observe qu'en conditions assez fraîches la variété ‘Star Ruby’ se comporte bien mieux que les autres grandes variétés de pomelos.

### Développement agricole
La culture du pomelo en vergers agricoles se développe plus favorablement dès les années 1990 et en particulier vers les variétés physiologiques originales de type rose-rouge, juteuses, sans pépins et peu acides. Ce développement s'effectue en particulier avec la variété ‘Star Ruby’ ayant une résistance particulière de l'arbre aux hivers frais et une excellente tolérance au gel des fruits pouvant récupérer toutes leurs qualités durant le printemps. Ses facultés de résistance et de tolérance sont observées particulièrement en 1986, lors de gels à -2°C ; périodes d'hivers rigoureux récurrentes observées tous les 16 ans depuis 1896. Aussi, le climat corse ensoleillé, à l'hiver doux et au contexte pédologique favorable lui permet de développer particulièrement de hautes qualités gustatives et une couleur de chaire stables, surtout après nouvelle floraison de la mi-mai ; ce qui garantit, après bonne conservation, une qualité optimale pour la vente en saison estivale,.

## Culture
La variété de Pomelo Star Ruby est inscrite au catalogue officiel des espèces et variétés de plantes cultivées en France depuis l'année 2000. Elle est cultivée en Corse sur des sols granitiques et schisteux, sur une pente inférieure à 25 %, en dessous de 300 mètres d'altitude et à moins de 15 km de la mer, selon une densité maximum de 500 arbres par hectare. Ses qualités et stabilité entre sucre et acidité sont le fait des interactions bénéfiques entre le porte-greffe, la variété du greffon et le sol. Ses porte-greffes adaptés sont le Poncirus Pomeroy (SRA 199), le Citrange Carrizo (SRA 293) et le Citrange C 35,.

## Production et commercialisation
En Corse, un arbre de cette variété peut produire dès 5 ans après plantation, à maturité de mars à juin, jusqu'à 100 kg de fruits par an ; ce qui en fait, avec une grande qualité des fruits et leur grosseur, une production très rentable et amortissable plus aisément que les autres agrumes comme la Clémentine de Corse. Sa culture est conduite soit en agriculture biologique et récolté dès le 15 mars, soit en agriculture conventionnelle et récolté dès le 15 avril.
En 2021, la production de pomelos de Corse IGP  est de 5800 tonnes soit 80% de la production corse de pomelos. 97% partent principalement vers la métropole et en Belgique. Ce pomelo bénéficie d'une fenêtre commerciale favorable pendant les plus basses périodes de productions mondiales venant principalement de Floride, de Californie, d'Israël ou de Cuba et plus modestement d'Afrique du Sud.